# دييغو كاسترو (لاعب كرة قدم)
دييغو كاسترو (بالإسبانية: Diego Castro)‏ هو لاعب كرة قدم تشيلي في مركز الوسط، ولد في 10 أكتوبر 1961 في كونستيتسيون في تشيلي. لعب مع شيكاغو ستينغ ونادي هرتا برلين.

## وصلات خارجية
- دييغو كاسترو (لاعب كرة قدم) على موقع قاعدة بيانات كرة القدم.إي يو (الإنجليزية)
- دييغو كاسترو (لاعب كرة قدم) على موقع بيانات كرة القدم. دي إي (الألمانية)